# Dipsas schunkii
Dipsas schunkii este o specie de șerpi din genul Dipsas, familia Colubridae, descrisă de Boulenger 1908. Conform Catalogue of Life specia Dipsas schunkii nu are subspecii cunoscute.